# Clubiona paiki
Clubiona paiki är en spindelart som beskrevs av Mikhailov 1991. Clubiona paiki ingår i släktet Clubiona och familjen säckspindlar. Inga underarter finns listade i Catalogue of Life.